# Ханоян Саркіс Месропович
Саркіс Месропович Ханоян — директор Араґацського садівничого радгоспу Талінського району Вірменської РСР, Герой Соціалістичної Праці.

## Біографія
Народився в 1921 році в родині службовців у селі Сусер. Член КПРС.
Учасник Другої світової війни. Призваний Октемберянським РВК. Брав участь у бойових діях зі своїм батальйоном, сержант, командир гармати, дійшов до м. Новоросійськ і там був тяжко поранений у ногу, після чого все життя кульгав.
Командир гармати 76 батареї, сержант Ханоян Саркіс Месропович за знищення вогневих точок противника, що сприяло просуванню піхоти вперед, нагороджений медаллю «За відвагу» в 1944 році. Лікувався в госпіталі 6 місяців, комісований по інвалідності II групи.
У 1946—1981 рр. — сільськогосподарський працівник у Вірменській РСР, директор Араґацського садівничого радгоспу Талінського району Вірменської РСР
Указом Президії Верховної Ради СРСР від 12 грудня 1973 року присвоєно звання Героя Соціалістичної Праці з врученням ордена Леніна і золотої медалі «Серп і Молот».
Делегат XXV з'їзду КПРС (1976).
Помер у селі Араґац в 2003 році.